# Équipe cycliste Jilun
L'équipe cycliste Jilun est une équipe cycliste chinoise, active entre 2011 et 2020. Durant son existence, elle participe aux circuits continentaux de cyclisme et en particulier l'UCI Asia Tour.

## Classements UCI
L'équipe participe aux circuits continentaux et principalement à des épreuves de l'UCI Asia Tour. Les tableaux ci-dessous présentent les classements de l'équipe sur les différents circuits, ainsi que son meilleur coureur au classement individuel.
UCI Africa Tour
| Saison | Classement par équipes | Meilleur coureur au classement individuel |
| ------ | ---------------------- | ----------------------------------------- |
| 2014   | 19e                    | Georgi Georgiev Petrov (85e)              |
| 2015   | 11e                    | Serhiy Grechyn (89e)                      |

UCI Asia Tour
| Saison | Classement par équipes | Meilleur coureur au classement individuel |
| ------ | ---------------------- | ----------------------------------------- |
| 2011   | 68e                    | Douglas Repacholi (333e)                  |
| 2013   | 67e                    | Douglas Repacholi (295e)                  |
| 2014   | 70e                    | Julien Liponne (241e)                     |

UCI Europe Tour
| Saison | Classement par équipes | Meilleur coureur au classement individuel |
| ------ | ---------------------- | ----------------------------------------- |
| 2014   | 97e                    | Georgi Georgiev Petrov (296e)             |

## Jilun Cycling Team en 2020[13]
| Cycliste           | Date de naissance | Nationalité | Équipe 2019                      |  |
| ------------------ | ----------------- | ----------- | -------------------------------- |  |
| Chen Baolong       | 31 décembre 2001  | Chine       |                                  |  |
| Chen Zhuo          | 2 novembre 1998   | Chine       | Jilun Cycling Team               |  |
| Guo Huangchen      | 6 octobre 2000    | Chine       |                                  |  |
| Hu Haojun          | 31 janvier 2001   | Chine       |                                  |  |
| Lau Wan Hei Victor | 3 février 1995    | Hong Kong   | XSpeed United                    |  |
| Lu Jiacheng        | 13 septembre 2001 | Chine       |                                  |  |
| Wang Hazhou        | 15 juin 1998      | Chine       | Hainan Jilun Cycling Team (2018) |  |
| Wang Junjie        | 7 septembre 1999  | Chine       |                                  |  |
| Wei Xin            | 10 avril 2001     | Chine       |                                  |  |
| Yang Tao           | 1er janvier 1997  | Chine       | Jilun Cycling Team               |  |